# Eustache le Peintre de Reims
Eustache le Peintre de Reims hay Eustache de Rains (fl 1225 đến 1240) là một trouvère đến từ Reims. Có thể ông cũng là một họa sĩ vì tên ông có từ le Peintre, nhưng có thể le Peintre chỉ là một phần trong họ của ông. 7 bài thơ của ông được lưu trữ trong chansonnier còn tồn tại.
Eustache đã gửi một bài hát của mình có tên Amours, coment porroie chancon faire cho Guigues IV, bá tước của Forez và Nevers. Guigues tham gia vào thập tự chinh của các nam tước của Thibaut I của Navarra vào năm 1239 và chết vào năm 1241. Bài thơ trên có lẽ được viết trong khoảng thời gian trên.
Tất cả các bài thơ của Eustache là những câu thơ có mười âm tiết có cùng kích thước cũng như các bản stanza 8 dòng với 2 giai điệu. Giai điệu của ông đơn giản va được ghi chép trong khuông nhạc. Có thể ông đã tham gia puy để một bài thơ của ông mang tên Force d'Amours me destraint et mestroie được dán nhãn chanson couronnée (bài hát trang trọng) trong một bản ghi chép.

## Tác phẩm
- Amours, coment porroie chancon faire
- Chanter me fait pour mes maus alegier
- Cil qui chantent de flour ne verdure
- Ferm et entier, sans fauser et sans faindre
- Force d'Amours me destraint et mestroie
- Nient plus que droiz puet estre sans raison
- Tant est Amours puissans que que nus die